# Montperdut (Llançà)
El Montperdut és una muntanya de 327 metres que es troba entre els municipis de Llançà i de Vilajuïga, a la comarca catalana de l'Alt Empordà.